# おでんくん
『おでんくん』は、リリー・フランキーの絵本（小学館発行、2001年）。また、この作品の主人公の名前。また、それを原作としたテレビアニメ。

## 絵本
- 『おでんくん〜あなたの夢は何ですかの巻』（2001年・小学館）
- 『おでんくん2〜愛ってなんですかの巻』（2002年・小学館）

## 主なキャラクター
担当声優は、アニメ第1作 / アニメ第2作（がんばれ!おでんくん）の順に表記。特別記載がない場合は両作共通のキャスト。

### おでん村

#### 主要キャラクター
おでんくん
声 - 本上まなみ
本作の主人公。他のキャラクターがモチーフとなったおでんの具の名前を冠しているが、このキャラだけはおでんくんという名前で通っているようだが、一度ジャガーに「もちきん野郎」と揶揄されたことがある。モチーフは油揚げの餅巾着。正義感が強く温情家だが、寂しがり屋の一面も持っている。そして愛嬌のある笑顔がチャームポイント。またかなり平和的な性格で、猫共の闘争を否定する際の彼の言動は勇敢だが愚かでもある。いつかはお母さんと暮らすことが夢(アニメでは叶うことなく終わった)。巾着から餅でできた道具（ロープやレーダーなど）やおにぎしという食べ物を出せるが、その道具は自分のために使うことはできない。おでん村の危機には、巨大ロボットの「メカおでんくん1号」を発進して戦うことになる。
たまごちゃん
声 - 千葉千恵巳
本作のヒロイン。モチーフは卵。おでん村のマドンナ的存在。特に男子からは人気で女子からも憧れの的。客からの注文もトップで雰囲気もお淑やかだが、その一方で負けず嫌いで策略家な一面もある。おでんくんの事はほとんど眼中にないが、仲は良い。また、時々不良の「バクダンたまごちゃん」になる。第46話では蜘蛛に驚いた。
だいこん先生
声 - 八奈見乗児 / ふくまつ進紗
モチーフは大根。おでん村の重鎮で、彼の言葉は説教臭いが、威厳がある。哲学家。おでんくんの師匠のような存在で、様々な事を教える。時折軽いが、怒ると怖い。
ウインナーくん
声 - 佐々木望
モチーフは赤ウインナー。おでんくんの恋敵。自称「おでん村の王子様」。ルックスが良く社交的。家は裕福でスポーツ万能、会話も洗練されているが、キザな性格であり、自分が最も格好良いと思い込むナルシストでもある。また、他人に醜態を晒す事を極端に恐れるような描写もある。たまごちゃんと仲が良い。決め台詞は「僕は何時だってウィナーさ」で、これは「ウインナー」と「Winner（勝者）」をかけたものと思われる。おでんの具としては、とことんマイナーである。
ちくわぶー
声 - 小松里歌 / 千葉千恵巳
モチーフはちくわぶ。常に仲間の後をついていく弟分キャラ。「ぶー」が口癖。
こんぶくん
声 - 石川静 / 慶長佑香
モチーフはコンブ。おでん村一の秀才で、優れた頭脳の持ち主。日頃の勉強を欠かさない努力家。ジャガーに対しては徹底的に弱い。腹黒い一面もある。
スージー
声 - 小松里歌 / 村中知
モチーフは牛すじ。おでん村のセクシークイーン。はんぺんくんとは元恋人同士だった。
つみれちゃん
声 - エナポゥ
モチーフはつみれ。噂話が好きで、あらゆる裏事情に通ずる女の子。『第23話』さつまどんの幼馴染みである。
ゴマキちゃん
声 - 石川静 / 郁原ゆう
モチーフはごぼう巻き。ダンスをこよなく愛し、ブロードウェイに憧れる女の子。ダンスの腕前も抜群。
はんぺんくん
声 - 藤田圭宣 / 小田敏充
モチーフははんぺん。泣き虫だが、素直で良い子でもある。他人の尻馬に乗ってはいつも一番にオチる。スージーとの復縁を望んでいる。
こんにゃくん
声 - 小野大輔 / 越田直樹
モチーフはこんにゃく。爽やかで綺麗好き。それ故に掃除が得意。
ジャガー
声 - ピエール瀧
モチーフはジャガイモ。おでん村一のガキ大将で、そのオナラは悪臭を放つ。このオナラを強化し、おでん村の生物を死滅寸前に追い込んだ事もある。普段は他のおでん達に嫌がらせをしているが、極々稀に良い一面も見せる。ガングロたまごちゃんが好き。さつまどんをライバル視している。「ジャガ〜!」が口癖。
ぎんなん坊主
声 - 小松里歌
モチーフはぎんなん。無口で、劇中では全く台詞の類を発しない。ジャガーと行動を共にし、彼を補佐する忠実な部下。主にスパイ的存在である。いつもうつむいて笑っている得体の知れない存在。ラジオ局で神様の助手をしていたこともある。
ガングロたまごちゃん
声 - 小日向しえ
モチーフは煮過ぎて味が染み込み過ぎた卵。たまごちゃんをライバル視していて、裏キャラの存在でもある。おでんくんに密かに思いを寄せているが、素直になれない性格のせいで想いを告げられず、おでんくんは気づいていない。周囲と衝突してしまい、なかなか馴染めずに孤立している事が多い。寂しい事があると、怪盗カニコウモリと歌を歌う。
からし先生
声 - 上別府仁資 / 小田柿悠太
モチーフはからし。腕の立つおでん村の医者。からし病院の院長。からし先生が使用するからしぐすりは、どんな病気も治るが、非常に辛い（刺激が強く死ぬほどの激痛を伴う）ため、おでん達からは嫌がられている。だいこん先生とは古い付き合い。
たこボールナース
声 - 丸山美紀 / 村中知
モチーフはたこ天（たこ入りの丸いさつま揚げ）。からし病院の看護師。気立てが良く、患者に人気がある。からしぐすりを嫌がって逃げる患者は触手を伸ばして捕まえる。触手の長さ・本数は無限。
ヌシ
声 - 国本武春
おでん沼に潜む番人にして管理者の大魚。おでん村の住民の約100倍の大きさを誇り、ほとんどのおでん達の生みの親でもある。おでん沼は人間に食べられたおでんくん達が、再びおでん村に戻ってくるときの村への入り口になっている。おでん村に迷い込んだ人間の心を元の肉体に戻す事ができる他、メカおでんくん1号に飛行能力を与える「でんでんウイング」を守っている。なお、おでん村の仲間の半分は、彼のすり身で作られた。
いとこんくん
声 - 佐々木望
モチーフは糸こんにゃく。ドレッドヘアの快男児。女子に人気だが、それを鼻にはかけないタイプ。おでんくんの親友の1人で、彼とラップ大会でコンビを組んだ事もある。ジャマイカでサーフィンを体得して来た。心の師は、ボブ・マーリーらしい。
おでん村が砂漠と化しても全然平気な体質を生かしており、唯一何も起きなかった。
ミートボーヤ
声 - 石川静/郁原ゆう
モチーフはミートボール。おでん村で最年少にして最弱。赤ちゃんで皆に好かれている。ハイハイが上手。何事にも興味津々。
ちくわくん
声 - 小野大輔 / 松本健太
モチーフはちくわ。気が弱く、何かと長いモノには巻かれる。頭は外の世界も覗ける望遠鏡になっていて、一時期未来や異世界を見通す能力を得た事もある。しかし、本人だけがのぞけないという致命的な弱点がある。
がんもくん
声 - 石川静
モチーフはがんもどき。いつも明るく笑っている、陽気な性格。
ニセおでんくん
声 - LITTLE / 越田直樹
モチーフはおでんくんと同じ餅巾着だが、彼とは若干風貌が違う。性格も正反対で、冷酷・無常・残忍・知的・悪辣にしてかっこいいというアンチヒーローの要素を持つ。「僕は君の偽者だが、君も僕の偽者」「僕は本物のニセおでんくん」などと言って、おでんくんを混乱させる。おでん村の征服を企む悪人だが、スマートかつクールな態度から、女子に人気がある。一度わざとたまごちゃんを襲うことで、おでんくんの顔を立てようと画策するなど、優しい一面もある。

#### サブキャラクター
ロールキャベツくん
声 - 恒松あゆみ
モチーフはロールキャベツ。おでん村の剣士。剣の腕前は抜群に高く、頼り甲斐がある存在。
くしてんくん
モチーフは3色団子。桃色が「気性が荒い」、白が「普通」、茶色が「気弱」な性格をした三兄弟。それぞれ性格が異なるため、人間関係に色々と悩んでいる。
さつまどん
声 - 平井啓二
モチーフは、さつま揚げ。修行の旅に出ており、たまにおでん村を訪れる。語尾は「ごわす」で、強さはかなりのもの。ジャガーにライバル視されるが、争いは好まない為、あまり相手にしていない。
タケさん
声 - 平井啓二
モチーフはタケノコ。登場するときは、たこさんと常に酔っ払っている。
たこさん
声 - 中尾良平
モチーフはたこ。タケさんとは飲み仲間で、常に酔っ払っている。
にんじん娘。
声 - 藤堂まり
モチーフはニンジンで、これもまたウインナー同様、おでんの具としてはかなりマイナー。自称：おでん村のアイドルであり、外見はかなり目立つ。

### おでんの屋台
おでん村の外にある世界でのキャラクター。

#### 主要キャラクター
おじさん
声 - 秋山道男 / 小田柿悠太
おでん屋台の主人。東京タワーの近くでおでん屋を営む。屋台を開いて20年のベテランだが、おでん村の存在には気付いていない。性格は優しく人情家。
ペロ
声 - エナポゥ
おじさんの飼い犬。実は、おでん村にある「子犬の木」から生まれ、神様によって外の世界に出た。そのため、鍋の外でおでん村の存在を知っている唯一のキャラ。普段は普通に鳴くが、鍋の中では普通に喋っていた。
鉢巻きのおじさん（甚さん）
声 - 掛川裕彦
おじさんのおでん屋の常連の一人。おじさんの屋台をつくったのはこの人。屋台の修理代の取り立てに屋台を訪れていたが、おじさんの修理代が工面できてからも足繁く通っている。バカボンのパパに似ている。
神様
声 - 田中直樹（ココリコ）
雲に乗って、おでん村やおでん屋にたまに現れる。神様だけに様々な奇跡をくり出すが、おっちょこちょいで、詰めが甘い事もしばしば。おでん達や人々の善行をマイレージで記録しており、そのポイントに応じて奇跡を起こしてくれる。時々、空から落ちて来ることもある。口癖は「デスティニー（Destiny、運命）」。コンタクトレンズを付けている。おでん村のイベントの司会をしたこともある。

#### サブキャラクター
ボブ
声 - サンプラザ中野くん
ジャマイカ出身。
コロ
声 - 高橋美佳子
色々と謎が多い犬。
おでんくんの母
声 - 斉藤貴美子
おでんくんがいつも会いたがっている母。

### アニメ版オリジナルキャラクター

#### おでん村
とうふ先生
声 - 藤田圭宣 / ふくまつ進紗
モチーフはとうふ。おでんくんのクラスの担任教師。熱血漢で生徒のために奮闘するが、先走って失敗することが多い。発明が趣味だが、これも失敗ばかりしている。
カニコウモリ
声 - 小野瀬雅生 / 小田柿悠太
神出鬼没の自称・怪盗。常に口から泡を吹いている。本人はその気でも、これといった物は盗まない（しかし一度大変なものを盗んだ際の被害は甚大）。目立ちたがり屋だが、名前を覚えてもらえず、おでんくん達には「カニコロッケ」と呼ばれている。
パパウインナー
声 - 掛川裕彦
ウインナーくんの父。
ママウインナー
声 - 大塚海月
ウインナーくんの母。
キャンディー
声 - 金田朋子
常連である少女（ミッコちゃん）が食べていた飴がおでんの鍋の中に入ってしまい、おでん村で好き勝手に遊び回るが、最終的には菜箸で救出される。
ギョーザ・リー
声 - BOSE
モチーフは餃子巻き。トラックスーツに似た格好をし、功夫を使う。恩のあるおでんくんを外的から守るという大義名分のもと、行き過ぎた暴力行為を働きおでんくんに止められた。ニセおでんくんと対決したこともある。
しらたき姫
声 - 伊藤かな恵
いとこんくんのいとこ。かわいらしい顔とは裏腹にかなりお転婆である。
牛すじさん
声 - 若本規夫
時どき助けてくれる渋い男である。
かまぼこ犬
声 - 太田哲治
モチーフはかまぼこ。板付きのかまぼこ姿に犬の顔、足にあたる部分は車輪になっている。おでんくんとは大の仲良し。
トマトちゃん
声 - 山口繭
遠くからおでん村にやってきた。
プッチ
声 - 金田朋子
トマトちゃんの妹。遠くからおでん村にやってきた。
うずらちゃん
声 - 佐藤聡美
カビギャラガー
昔おでん村にどこからともなく現れ、おでん村全体をカビで壊滅させ滅亡の危機に陥らせた怪獣。からし先生とダイコン先生の活躍によって山に封印されたが、ジャガーにより現代のおでん村に復活し、おでん村で暴れ回りカビで壊滅させるが、おでんくんの出したメカおでんくんによって倒される。

#### がんばれ!おでんくんから登場するキャラクター
ゴールデンうずらくん
声 - 慶長佑香
デンピューターでトレードをしている。インテリ。
油かすさん
声 - 小田柿悠太
ヤンキーのようなキャラクター。
フランクフルト
声 - 小田敏充
ウインナーくんのいとこ。自由を求めて家を飛び出して、あるおっかないボスの所に行きつき、そのボスの下で下働きをしている。通称「フランク」
トンソクのボス
声 - ふくまつ進紗
ウインナーくんのいとこのフランクが下働きをしているボス。モチーフはトンソク。
フッキー
みんなにうそをついておもしろがっている。モチーフはふきのとう。
アク太郎
声 - 松本健太
おでん村を乗っ取りにきたというが、本当にいたかはわからない。
あつあげ先生
声 - 小田敏充
おでん村の学校に教育実習でおでんくんたちのクラスを担当する教師。先輩教師のとうふ先生同様、熱血漢、真剣になりすぎて先走りすぎて、とうふ先生に怒られる。
エノソン
声 - 松本健太
おでん村の発明王。科学者。いつもすごいものを作っているが、全て失敗している。カセイフロボ（声 - 慶長佑香）という家政婦ロボを発明。モチーフはエノキダケと発明家エジソンから。
さっちゃん
声 - 村中知
からし病院に一時的に入院していた、さつまいもの女の子。たまたま近くで遊んでいたジャガーに恋をしたが、その後別の病院に転院した。
なるとちゃん
声 - ニーコ
なるとの女の子。おでん屋のおじさんが新たに入れたメニュー。おでんくんに一目惚れするが、ガングロたまごちゃんとの相撲対決の後、おでんくんの鼻餅（鼻水）を見て「キッチュじゃない」とあきらめる。「キッチュ」が口癖。

#### おでんの屋台
黒板純
サーファーの女の子に恋をする。
チエコ
声 - 小松里歌
おじさんのおでん屋の常連。
高塚
おじさんのおでん屋の常連。漫画家。
餅の海
声 - 田中一成
力士。ある話以来、常連となり、たまに登場する。
ブラッキー
声 - 猫ひろし
複数回登場する猫。いつも、おじさんのおでん屋のおでんを狙っている。その暴力的思想は食物連鎖の基本形であるが、おでんくんの掲げる理想論に捻じ伏せられる。
タイガー
声 - 上別府仁資
ブラッキーなどのノラ猫達のリーダーであるが、どう見ても虎である。部下の登場が暴走族風なのに対し彼はヤクザ風である。
キラキラちゃん
声 - 金田朋子
ちくわぶーにそっくりな女の子。おでん村に落ちて、ちくわぶーと仲良くなる。
へろへろくんの同名キャラクターとは無関係。
月ウサギ
声 - 金田朋子 / 慶長佑香
月に住んでいるウサギ。おでんくんのお餅を補充してくれる。

## アニメ
『天才ビットくん』（NHK教育テレビ）のアニメコーナーに2005年4月8日放送分から登場。なお、2007年度からは、「天才てれびくんMAX ビットワールド」内で放送されたほか、地上デジタル音声放送実用化試験局の「NHK」（9101チャンネル）で静止画像と音声のみで放送していた。
2006年から紀文とセブン-イレブンのおでん応援団にも起用されている。2009年2月27日の放送で最終回を迎えた。放送は4年間続き、当時の「天才ビットくん」→「天才てれびくんMAX ビットワールド」内、および天才てれびくんシリーズ内の中では最長寿アニメだった。全156話。DVDが全24巻発売。
2013年1月よりメ〜テレ・朝日放送ほかで新作『がんばれ! おでんくん』が放送されている。メ〜テレと朝日放送が共同でアニメを制作するのは『銀色のオリンシス』以来約7年ぶりとなる。またこの作品より、一部のキャラクターが別の声優に変更されている。

### おでんくん

#### スタッフ（第1作）
- 原作 - リリー・フランキー
- 監督 - 加藤道哉
- 脚本 - 大川俊道、黒住光、田村竜、雪室俊一、静谷伊佐夫　他
- キャラクターデザイン・総作画監督 - のなかかずみ
- 美術監督 - 中村隆
- 撮影監督 - 森下成一
- 音響監督 - 長崎行男
- 音楽 - 五十嵐洋、他
- アニメーション制作 - エッグ
- 製作 - トライネットエンタテインメント→ポニーキャニオン

### がんばれ! おでんくん

#### スタッフ（第2作）
- 原作 - リリー・フランキー
- 監督・キャラクターデザイン - たかたまさひろ
- シリーズ構成 - 安達元一
- 音響効果 - 古谷友二
- 音響監督 - 納谷僚介
- 音楽 - 阿部隆大、持山翔子
- アニメーション制作 - 勝鬨スタジオ
- 制作・著作 - がんばれ! おでんくん製作委員会（創通・MMDGP・朝日放送・メ〜テレ）[3]

#### 放送局
朝日放送のみ字幕放送を実施。
| 放送地域   | 放送局       | 放送期間                       | 放送日時                     | 放送系列       | 備考             |
| ---------- | ------------ | ------------------------------ | ---------------------------- | -------------- | ---------------- |
| 東京都     | TOKYO MX     | 2013年1月12日 - 2014年12月27日 | 土曜 6:55 - 7:00             | 独立局         |                  |
| 埼玉県     | テレ玉       | 2013年1月12日 - 2014年12月27日 | 土曜 17:55 - 18:00           | 独立局         |                  |
| 中京広域圏 | メ〜テレ     | 2013年1月13日 - 2014年12月28日 | 日曜 0:45 - 0:50（土曜深夜） | テレビ朝日系列 | 製作委員会参加   |
| 近畿広域圏 | 朝日放送     | 2013年1月13日 - 2015年1月11日  | 日曜 0:45 - 0:49（土曜深夜） | テレビ朝日系列 | 製作委員会参加   |
| 福岡県     | 九州朝日放送 | 2013年1月20日 - 2015年3月1日   | 日曜 1:42 - 1:47（土曜深夜） | テレビ朝日系列 |                  |
| 石川県     | 北陸朝日放送 | 2013年11月1日 - 2016年12月2日  | 金曜 18:53 - 19:00           | テレビ朝日系列 | 休止となる週あり |
| 新潟県     | 新潟テレビ21 | 2014年4月6日 - 2016年3月27日   | 日曜 6:25 - 6:30             | テレビ朝日系列 | 休止となる週あり |

## ゲーム
- ハドソンから2006年10月26日に、ニンテンドーDS用ソフト『パズルシリーズ ジグソーパズルおでんくん』が、また2007年3月29日には同じくDS用ソフト『パズルシリーズ ジグソーパズル・おでんくん2』が発売。（同社のパズルシリーズVol.1『ジグソーパズル』のゲームシステムを使用）。
- 2008年6月26日にはニンテンドーDS用ソフト『おでんくん 〜たのしいおでん村〜』が発売。ジャンルはおでん村アドベンチャー。
- 朝日放送から2014年7月17日に、auスマートパスにてスマートフォンアプリ『おでんくんのもちもち大冒険』がリリース。

## イベント
- 2007年7月14日 - 9月2日まで、東京タワーフットタウン1階のタワーホールにて、子供向け夏休みイベント『おでんくんでんでんぱーく』を開催。

## 備考
- 原作者のリリー・フランキーは、このアニメのおでんくんの声優を務める本上まなみの昔からファンと雑誌などで公言している。
- その本上が司会を務めるNHK『トップランナー』の2006年2月5日放送回にリリーがゲストとして迎えられ、昔、二人がおでんくんについて対談したことについて触れている。その対談の中で、彼女から「アニメ化されても、子供の心は掴めない」と言われたため、リリーは「アニメが作られたら、超恥ずかしい役で出てもらう」と賭け話を申し出た。彼女もその賭けに乗るが、結果はご覧の通りとなった。
- また最初、本上は主役のおでんくん以外のキャラクターを演じる予定だった。オーディションを行うが、おでんくんに相応しい声優が見つからなかったため、彼女におでんくんの台詞を喋ってもらうと、その場にいたスタッフ一同におでんくんの雰囲気に相応しいという印象を与え、おでんくんを演じることが決まった、という裏話も語ってくれた。
- アニメの最初の「なんでも知ってるつもりでも、ほんとは知らないことが、たくさんあるんだよ」は、リリー著の『東京タワー 〜オカンとボクと、時々、オトン〜』にも同フレーズがある、と前述トップランナーで明かしていた。
- アニメではおでんの具のキャラクターたちは指の数が4本、人間のキャラクターは指の数が5本で描かれている。
- アニメ版では屋台のおじさんが聞いているラジオ本体のメーカーが「SOMY」になっている。（SONYのパロディ）
- GoogleのサービスであるiGoogleのアーティストテーマの一つにリリーによる物があり、屋台のおじさんやペロが描かれている。またペロが時を刻む「ペロ時計」というガジェットも公開されている。
- 新宿ロフトプラスワンのステージに飾られている、リリーによってデザインされた看板におでんくんが小さく描かれている。
- FC東京所属のサッカー選手である森重真人が「おでんくんと顔が似ている」と言われている。そのため2014年にFC東京とおでんくんのタイアップによるグッズが製作・販売されたほか[4]、実際に森重が本人役でアニメに出演した[5]。
- おでんくんに顔や容姿が似ていること等を理由に、アンジュルムの竹内朱莉を「おでん（くん）」と呼ぶことがある。
- 朝日放送のテレビ番組『おはよう朝日です』にて、2017年1月より7時前の星占いコーナーを「おは朝メンバーとおでんくんの星占い」として放送。コーナー中、おてんくんと、リリーが描いた岩本計介（同局アナウンサー。パンイチ姿でポージング[6]）、川添佳穂（同。乳児向けの起き上がり小法師人形に手足がついたような容姿）、正木明（気象予報士）、赤﨑夏実（エレクトーン奏者）が登場するアニメーション（内容は月替わり）が流れる。同年4月からは曜日別に作られるようになり（正木・赤﨑を曜日コメンテーター・サブコメンテーターに差し替え[7]）、アニメーション冒頭のおでんくんはコメンテーターのキャラクターにちなんだ仕様[8]となっている。